# Bernhard Patzak
Bernhard Patzak  (ur. 21 sierpnia 1873 w Legnicy, zm. 31 października 1933 w Lądku-Zdroju) – niemiecki historyk sztuki, wykładowca Uniwersytetu Wrocławskiego.
Urodził się w rodzinie kominiarza Josepha Patzaka i jego żony Emmy z domu Hoyer. Na Uniwersytecie Wrocławskim studiował historię sztuki, literaturę i języki nowożytne. W 1902 obronił pracę doktorską Die Stellung Friedrich Hebbels in der deutschen Epigrammatik. Habilitację uzyskał na podstawie rozprawy Die Villa Imperiale in Pesaro. Studien zur Kunstgeschichte der italienischen Reneissance und ihrer Innendekoration wyd. 1908. Otrzymał stanowisko prywatnego docenta na Uniwersytecie Wrocławskim. Jego starania o profesurę nie zostały uwieńczone powodzeniem. Bernhard Patzak specjalizował się w badaniach na śląskim barokiem. Zmarł w szpitalu w Lądku-Zdroju. Przyczyną zgonu była choroba serca. Został pochowany na Cmentarzu Osobowickim we Wrocławiu.
Wybrane publikacje:
- Die Jesuitenbauten in Breslau und ihre Architekten. Ein Beitrag zur Geschichte zur des Barockstiles in Deutschland (1918).
- Die Elisabethkapelle des Breslauer Domes (1922).
- Die Jesuitenkirche zu Glogau und die Kirche zu Seitsch, zwei schlesische Barockdenkmäler (1922).